# Григорій Цамблак
Григо́рій Цамбла́к  (1364–1451/1452) — болгарський православний монах, релігійний діяч. Митрополит Київський, Віленський і Всієї Русі у Великому князівстві Литовському (1414—1419). Опонент київського митрополита Фотія з Московії. Народився в Тирново, Болгарія. Походив із волоського шляхетного роду Цамблаків. Призначений київським митрополитом за рішенням литовського князя Вітовта; благословення на кафедру від константинопольського патріарха Єфимія ІІ не отримав. Після розорення золотоординцями Києва переніс свою резиденцію до Вільни (1416). Учасник Констанцького собору (1418). Представник Тирновської школи. Залишив велику писемну спадщину болгарською, сербською, румунською та руською мовами. Автор численних проповідей, гімнів. Також відомий як: Саблак, Самвлак, Цамвлак.

## Біографія

### Молоді роки

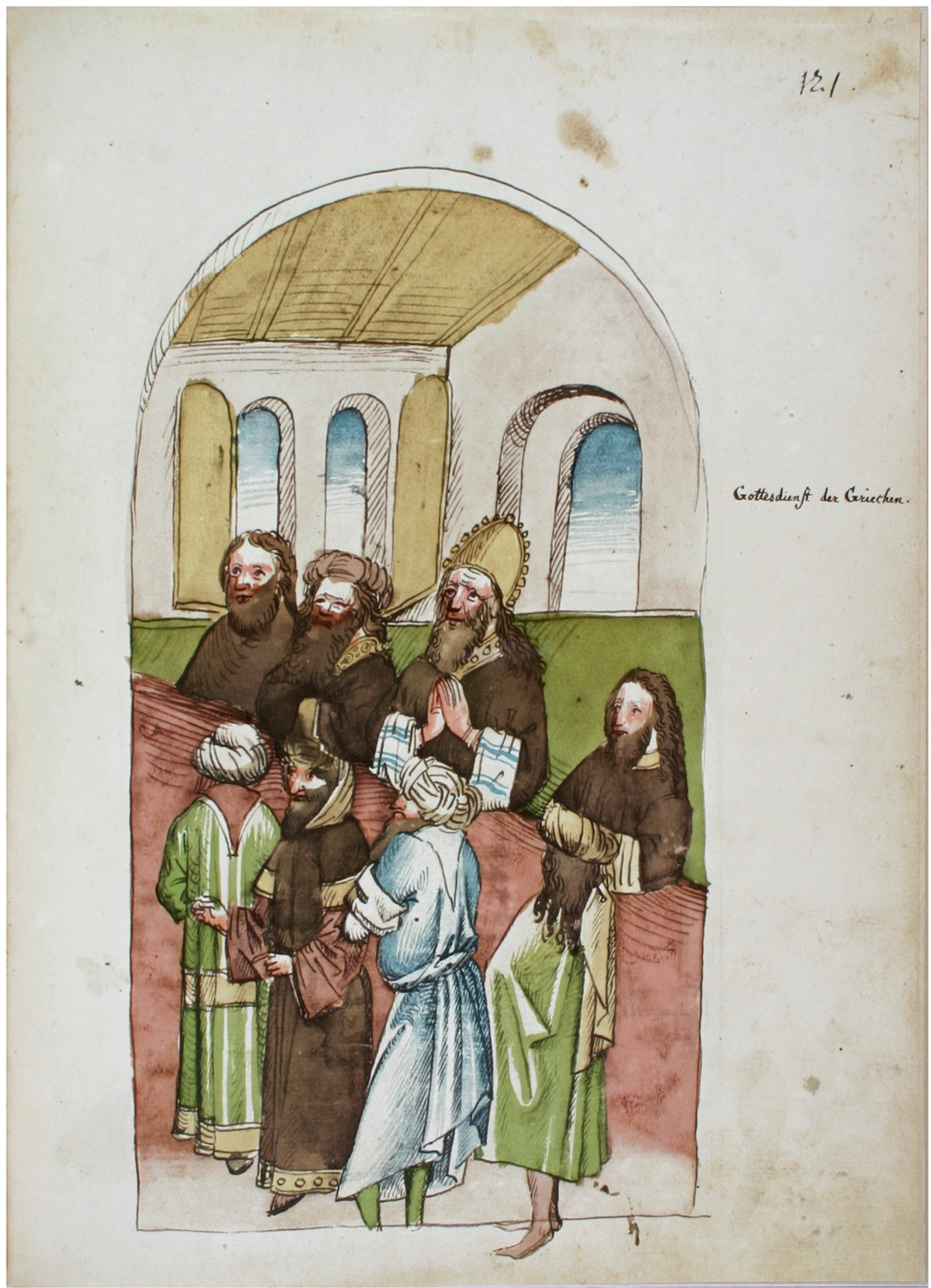
Григорій Цамблак у «Хроніці Констанцського собору» Ульріха фон Ріхенталя.

Григорій Цамблак народився, найімовірніше, в Тирново, столиці Другого Болгарського царства. Він походив зі волоської шляхетної родини Цамблаків. Точна дата народження Григорія невідома й встановлюється приблизно, на основі написаного ним «Слова надгробного митрополиту Кипріану», в якому він зазначає, що на 1379 рік мав «отроческыи» вік.
В історіографії XIX—XX століття Григорія помилково називали сербом, оскільки московські джерела XVI століття називали сербом митрополита Кипріана, його реального або гіпотетичного родича. Руські джерела іменують Цамблака болгарином.
Світське ім'я Григорія Цамблака до постригу невідоме. Олександр Яцимирський припускав, що його звали Гавриїлом, помилково ототожнюючи майбутнього митрополита із молдавським книгописцем Гавриїлом (Уріком).
Традиційно вважалося, що Григорій був небожем митрополита Кипріана по батькові (на основі уривку «Слова надгробного митрополиту Кипріану», в якому Григорій зазначав: «Братиа бо вам есмы отлучшии, понеже и отець ваш, иже плачю нам предлежит вина, брат беаше нашему отцю»). В 1968 році Йоганнес Холтхусен висловив думку, яка стала панівною в західній історіографії, що родичівство Григорія з Кипріаном слід розуміти у духовному, а не фізичному сенсі. Проте в болгарській історичній науці переважає буквальне прочитання уривку і традиційна точка зору.
Ймовірно, ще в молодості Григорій Цамблак прийняв чернецтво, проте місце і час постригу невідомі. Він отримав освіту при дворі болгарського патріарха Євфимія Тирновського, що був одним із центрів ісихазму. Згодом, певно якийсь час, Григорій жив на Афоні, можливо у Великій Лаврі, що була центром болгарського книгописання, а також сербському монастирі святого Павла. Точні дати його перебування на Афоні не встановлені.

### Зрілість
Перебував на Афоні, пізніше — у Пантократоровському монастирі у Константинополі.
У 1401–1409 роках обіймав церковні (пресвітер та ігумен монастиря) посади у Молдові та Сербії, займався проповідницькою і літературною діяльністю.
1409 року виїхав до Києва. Продовжував акції Кипріана. Брав участь у Констанцькому Соборі та закликав до згоди та церковного з'єднання.
Здобув прихильність Великого князя Литовського Вітовта. За його підтримки в листопаді 1415 року в Новгородку на соборі руських єпископів (були присутні також бояри і князі) Цамблак без згоди Константинопольського Патріарха обраний Київським митрополитом (замість митрополіта Фотія, який постійно мешкав у Москві). Патріархом не був затверджений.
Спираючись на православне духовенство, Вітовт вирішив здобути окремого митрополита. У листі, в якому пояснювалось становище Православної Церкви, Вітовт писав, що «московські митрополити лише час від часу приїздили до Києва та Литви, церкви не строїли,… але, побираючи церковні прибутки, виносили ці гроші деінде; позабирали й повиносили церковні речі й святощі: страсті Христові, скіпетр і сандалії Богородиці, святі образи, ковані золотом, та інші дорогоцінні речі, всю церковну красу Київської митрополії, що постаралися й подавали давні князі на честь і пам'ять, не кажучи про золото, срібло й убори церковні …».
Соборами єпископів православної церкви 1415 року в Новгородку (березень, серпень, листопад) було вирішено поставити митрополитом «Церкви Київської і всієї Русі» Григорія Цамблака. Це поставлення зустріло шалений опір Московського митрополита Фотія та московських князів. Спочатку, зі своїм листом та грамотою литовських єпископів Вітовт вирядив до патріярха свого кандидата на митрополита, колишнього ігумена Дечанського манастиря, Григорія Цамблака. Однак до патріярха приїхали посли з дарами від Фотія і відмовили патріарха та скомпрометували Григорія.
Тоді на другому соборі, Вітовт з єпископами знову звернувся до патріарха з проханням висвятити митрополита, обраного самим патріархом. Відповіді не було одержано.
Тоді, 15 листопада 1415 року, Вітовт скликав у Новгородку собор єпископів, в якому взяли участь: Полоцький, Чернігівський, Луцький, Володимирський, Смоленський і Туровський єпископи з Литви; Перемиський та Холмський — з Галичини; священики та багато князів, бояр та руської шляхти. Літописна стаття 1415 року, в якій йдеться про обрання київського митрополита — «Князь великий Витовть умысливь по своєму хотению собрал єпископи Роускни во области его живущих Феодосия Полоцькыи Гречинь, Исакеи Черниговскии, Деонисеи Луцький, Харитонь Володимерьскии, Еуфимеи Туровский», за виключенням Галичини, це, фактично, вся Південна і Західна Русь. Собор висвятив на митрополита Григорія Цамблака. В окружній грамоті Собор мотивовував його обрання прикладами Клима Смолятича 1147 року, а також подібними прецедентами в Болгарії і Сербії. Обрання Цамблака викликало спротив Фотія та, відповідно, обурення патріярха.
В Константинополі, однак, назвали Григорія «самосвятом», який заслуговує на відлучення від церкви. В літературі поширена думка, що Цамблак і справді був підданий анафемі. Але це припущення протирічить подальшим подіям. Якщо б йшлося про анафему — він просто не міг би займати будь-які високі посади в церковній ієрархії. Тож це була радше погроза, і якщо утверджений Новогрудським собором митрополит таки був покараний, то значно меншим покаранням.
Цамблак тим не менше провадив активну діяльніст як митрополит. В 1416 року, після руйнування Києва золотоординцями Едигея, переніс кафедру до Вільно влаштувавши її у віленському Успенському соборі.
1418 року як представник великого князя литовського Цамблак зустрічався з Папою Римським Мартином V. Він був присутнім на соборі у Констанці, де, серед іншого, обговорювалося подолання великого розколу католицької церкви та вирішувалась справа Яна Гуса. Посольство з Литовсько-Руського князівства було уряджене з великою помпезністю. Разом з Цамблаком їхало багато князів та магнатів з Литви, з Волощини, від татарського хана, Новгорода. Ця величезна депутація з кількох сот осіб справила в Констанці велике враження, і її урочисто зустрічав сам цісар Сигізмунд. Григорій Цамблак виголосив привітальну промову папі, в якій висловлював надію на переведення унії Східної та Західної Церков, чого, мовляв, бажають багато православних та князі Ягайло і Вітовт. Але, — казав він, — провести унію можна тільки через скликання собору з участю видатних богословів і знавців з обох сторін. Такий спосіб переведення унії не відповідав бажанням папи, і на цьому справа закінчилася, але Ягайло та Вітовт були дуже задоволені репрезентацією Цамблака.
Під тиском Константинополя змушений покинути митрополичу кафедру і виїхати до Молдови, де і помер. Після його смерті митрополіт Фотій обійняв цілу митрополію та управляв нею до самої смерті.
Автор понад 50 творів та проповідей, зокрема «Слово надгробне митрополиту Кипріану», «Слово похвальне Євфимію Тирновському», «Житіє Стефана Дечанського» та інші.

### Монографії
- Яцимирский А. И. Григорий Цамблак: Очерк его жизни, административной и книжной деятельности. СПб., 1904.
- Thomson Fr. J. Gregory Tsamblak: The Man and the Myths (Slavica Candensia; 25, 2). Gent, 1998.
- Спасова M. Сложните думи в съчиненията на Григорий Цамблак. Велико Търново, 1999.
- Дончева-Панайотова Н. Григорий Цамблак и българските литературни традиции в Източна Европа XV—XVII вв. Велико Търново, 2004.

### Статті
- Holthusen J. Neues zur Erklärung des Nadgrobnoe slovo von Grigorij Camblak auf den Moskauer Metropoliten Kiprian // Slavistische Studien zum VI International Slavistenkongress in Prag. Münch., 1968. S. 372—382.
- Бегунов Ю. К. Бегунов Ю. К. К вопросу о церковно-политических планах Григория Цамблака [Архівовано 6 січня 2017 у Wayback Machine.] // Советское славяноведение, 1981, № 3, С. 57—64.
- Спасова M. Към въпроса за годината, през която е роден Григорий Цамблак // Славистични проучвания: Сборник в чест на X международен славистичен конгрес. Велико Търново, 1998. С. 69-86.

### Довідники
- В. Є. Зема. Цамблак Григорій [Архівовано 13 березня 2016 у Wayback Machine.] // Енциклопедія історії України : у 10 т. / редкол.: В. А. Смолій (голова) та ін. ; Інститут історії України НАН України. — К. : Наукова думка, 2013. — Т. 10 : Т — Я. — С. 444. — ISBN 978-966-00-1359-9.
- Історія Церкви в Україні о. Юрій Федорів. Рік видання: 2007. Видавництво: Свічадо
- Петро Толочко. Русь-Мала Русь-руський народ у другій половині XIII—XVII ст (Западнорусскяе летописи).—Спб., 1907.—Стб. 98).
- Григорій Цамвлак (Цамблак) [Архівовано 28 травня 2017 у Wayback Machine.] // Енциклопедія українознавства. Словникова частина (ЕУ-II). — Париж, Нью-Йорк, 1957. — Т. 2. — С. 429—442.